# Тавора, Франсишку де Ассис де
Франсишку де Ассис де Тавора (порт. Francisco de Assis de Távora; 7 октября 1703 — 13 января 1759, Лиссабон) — португальский дворянин, после женитьбы стал маркизом де Тавора и графом де Сан-Жуан-да-Пескейра (с 1718 года), вице-король Португальской Индии (1750—1754), был казнён по обвинению в государственной измене.

## Биография
Родился 7 октября 1703 года в семье Бернарду Антонио Филиппе Нери де Тавора и его жены Жуаны де Лорена, став старшим из 15 детей.
21 февраля 1718 года в возрасте 14 лет женился на своей 17-летней двоюродной сестре Леонор Томасии де Тавора (1700—1759), которая осталась единственной наследницей родовых титулов. Супруги в браке прожили 41 год и имели 13 детей, 4 из которых дожили до совершеннолетия, при этом многие из детей умерли во младенчестве или раннем детстве:
- Донья Мариана Раймунда Бернарда де Тавора (1722-?), вышла замуж за Херонимо де Атаиде, 11-го графа Атугия[порт.] (1721—1759), у пары было 7 детей;
- Дон Луис Бернардо де Тавора (1723—1759), 4-й маркиз де Тавора, был казнён вместе с родителями;
- Донья Маргарида де Тавора (1726—1735);
- Донья Леонор Томасиа де Лорена и Тавора (1729—1790), вышла замуж за Жоао Алмейду Португал (1726—1802), у пары было 3 детей;
- Дон Хосе Мария де Тавора (1736—1759), был казнён вместе со своими родителями;

Дослужившись до полковника кавалерии, 18 февраля 1750 года королём Жуаном V был назначен вице-королём Португальской Индии, где в течение четырёх лет успешно боролся с пиратами, уничтожая их убежища и корабли.
После возвращения на родину, вместе с супругой состоял в оппозиции Себастьяну де Карвалью, который был самым влиятельным политиком в стране. Франсишку и его супруга были связаны с иезуитами и одним из их лидеров Габриэлем Малагридой, который был одним из политических противников Карвальо.
3 сентября 1758 года было совершено неудачное покушение на короля Жозе I, чья карета была обстреляна неизвестными. Супруги Тавора, два их сына и другие дворяне были обвинены в организации заговора и арестованы в ночь на 13 декабря 1758 года и доставлены в Беленский дворец.
После нескольких месяцев допросов, 12 января 1759 года суд приговорил подсудимых к смертной казни и конфискации имущества и титулов. Приговор был приведён в исполнение на следующий день, маркизе де Тавора отрубили голову, а Франсишку был казнён через колесование, палач сломал дубиной ему руки и ноги, а затем он был задушен. После казни его тело, как и тела других казнённых, были сожжено, а пепел выброшен в Тежу.
В 1781 году, в правление королевы Марии I был посмертно оправдан вместе с другими казнёнными, не оправдан был только Жозе Авейру.